# Джерело б/н (Крива)
Джерело б/н — гідрологічна пам'ятка природи місцевого значення. Об'єкт розташований на території Хустського району Закарпатської області, с. Крива, ДП «Хустське ЛДГ».
Площа — 0,5 га, статус отриманий у 1984 році.